# Morimopsis truncatipennis
Morimopsis truncatipennis är en skalbaggsart som beskrevs av Stefan von Breuning 1940. Morimopsis truncatipennis ingår i släktet Morimopsis och familjen långhorningar. Inga underarter finns listade i Catalogue of Life.